# Inglaranahalli, Kadur
Inglaranahalli là một làng thuộc tehsil Kadur, huyện Chikmagalur, bang Karnataka, Ấn Độ.